# Цыбин, Борис Алексеевич
Борис Алексеевич Цыбин (22 ноября 1918—?) — советский футболист, нападающий, тренер.

## Биография
В 1945 году выступал за клубную команду ленинградского «Динамо», с 1946 года провёл 43 матча, забил 15 игр в чемпионате СССР за «Динамо». В 1949 годы сыграл два матча в составе «Зенита». Выступал в чемпионате за «Динамо» Минск (1950), «Даугаву» Рига (1951), «Буревестник» Кишинёв (1952).
После окончания карьеры игрока работал в группе подготовки при команде «Буревестник». Главный тренер «Молдовы» в 1965 году.